# Rostom Abaszidze
Rostom Omarowicz Abaszidze (gruz. როსტომ ომერის ძე აბაშიძე; ros. Ростом Омарович Абашидзе; ur. 23 lutego 1935 w Batumi) – radziecki zapaśnik walczący w stylu klasycznym. Olimpijczyk z Tokio 1964, gdzie zajął piąte miejsce w kategorii do 97 kg.
Mistrz świata w 1958, 1962 i 1963 roku.
Mistrz ZSRR w 1957, 1960 i 1962; trzeci w 1956 i 1958 roku. Zakończył karierę w 1964. Trener zespołu Gruzińskiej SRR w zapasach.